# نهاد نجيب
نهاد نجيب أوجي مذيع وإعلامي عراقي مخضرم ومعروف يتميز بخامته الصوتية المميزة، عمل مذيعاً لسنوات طويلة امتدت لاربعة عقود، كان صوته في تلك الفترة يتلألأ في البرامج الإذاعية والتلفزيونة المختلفة التي كان فيها أما مذيعاً للأخبار أو مقدماً للبرامج المختلفة.
وهو خريج كلية الآداب – قسم الاعلام في جامعة بغداد 1973.وهو متزوج من الطبيبة الأخصائية والناشطة في مجال حقوق المرأة الدكتورة كولر هادي مصطفى حسن البياتي.

## سيرته
منذ طفولته كان يحلم بأن يكون مذيعاً، وتحقق حلمه في الرابعة عشرة من عمره حين شارك بتقديم برنامج مدرسي يهتم بالفعاليات المدرسية عبر اذاعة بغداد.
في عام 1964 تعين للعمل في اذاعة بغداد العريقة كمذيع أخبار.وقرأ نشرة أخبارية رئيسية مباشرة في صباح اليوم الثاني من تعيينه خلافاًًً للتقاليد الإذاعية المعروفة التي تقتضي بقاء المذيع سنة كاملة تحت التدريب.
أصبح في عام 1969 مذيعاً في تلفزيون بغداد إضافة إلى عمله في الإذاعة ولكنه تفرغ للعمل في التلفزيون عام 1977.
في عام 1993 قام مع مجموعة من زملائه بتأسيس جمعية المذيعين العراقيين وتم انتخابه رئيساً ًلدورتين متتاليتين.

## نشاطاته الخارجية
قام بنقل وتغطية العديد من المهرجانات والمؤتمرات ومن أبرزها مؤتمر القمة العربية في مدينة فاس بالمغرب في بداية الثمانينات. وكذلك قيامه بتقديم النقل مباشر لمناسك الحج من مكة المكرمة من على جبل عرفة في الأعوام 1986-1989-2002.
كذلك شارك في قراءة نشرات أخبارية رئيسية من تلفزيون واذاعة الكويت ضمن اتفاقية تبادل المذيعين عام 1989.
عمل مراسلا ًً لحساب وكالة اسوشيتدبريس ما بين عامي 1999 و2000.
ومن خلال دعوة رسمية من التلفزيون الجزائري قام باعداد وتنظيم دورتين لمذيعي وصحفي العاصمة الجزائرية عام 2000.
قدم المئات من البرامج الإذاعية والتلفزيونية الدينية والثقافية والتراثية والفنية ومن أبرزها برنامج (من الذاكرة)الذي نال عنه جائزة الإبداع.
انتقل للعمل في قناة العراق الفضائية السابقة عام 1999 حيث عمل فيها رئيساً للمذيعين ورئيساً للقسم الديني والإشراف اللغوي ومديراً لمركز الإنتاج البرامجي ومشرفاً للعديد من الدورات التدريبية ومحاضراً فيها.

## نهاد نجيب بعد 2003
بعد عام 2003 أنتقل للعمل في قناة توركمن إيلي التركمانية في كركوك، وفي عام 2007 اقتحمت مفرزة مسلحة بقيادة هشام بيرقدار عضو اللجنة التنفيذية في الجبهة التركمانية العراقية والمقرب من رئيسها سعدالدين اركيج مبنى فضائية توركمن ايلي في كركوك وارغمت مديرها نهاد نجيب على الاستقالة من منصبه.
وهو يعمل حاليا رئيس تحرير الأخبار في قناة الشرقية.

## الثقافة العربية
وعلى الرغم من أصوله التركمانية إلا أن الثقافة العربية طاغية على الثقافة التركمانية، حيث يقول هو على لسانه: (أنا أيضاً ثقافتي العربية طاغية على ثقافتي باللغة التركية، أورد لكم هذا المثل.. في ذات مرة زرت الأستاذ عطا ترزي باشى في منزله فقال لي يا نهاد : أنا لا أفهم نشرة الأخبار المقدمة من تلفزيونكم وإنني أنتظر الأخبار بالعربية لكي أفهم ما سبق أن قاله المذيع باللغة التركية)